# Eumorpha satellitia
Espèce
Eumorpha satellitia est une espèce d'insectes lépidoptères de la famille des Sphingidae, sous-famille des Macroglossinae, de la tribu des Philampelini et du genre Eumorpha.

## Distribution
Le genre se trouve principalement en Amérique centrale et Amérique du Sud.

## Biologie
- Les chenilles se développent sur des plantes grimpantes du genre Cissus particulièrmeent  Cissus pseudosicyoides et Cissus rhombifolia.
- Les chrysalides sont souterraines.

## Systématique
- L'espèce Eumorpha satellitia a été décrite par le naturaliste suédois Carl von Linné en 1771 sous le nom initial de Sphinx satellitia[1].

### Synonymie
- Sphinx satellitia Linné, 1771 Protonyme

### Taxinomie
Liste des sous-espèces
- Eumorpha satellitia satellitia (Amérique du Nord : Louisiane. Amérique centrale : Jamaïque, Mexico, Belize, Guatemala. Amérique du Sud : Bolivie, Brésil Uruguay)
- Eumorpha satellitia excessus (Gehlen, 1926) (Brésil)

Synonyme pour cette sous-espèce
Eumorpha satellitia rosea Brou, 1980 
- Eumorpha satellitia licaon (Cramer, 1775) (Texas, Mexique, Nicaragua, Costa Rica, sud du Brésil et Bolivie, Paraguay)

Synonymes pour cette sous-espèce
Sphinx licaon Cramer, 1776
Eumorpha satellitia macasensis (Clark, 1922)
- Eumorpha satellitia posticatus (Grote, 1865) (Cuba les  Bahamas)

Synonyme pour cette sous-espèce
Eumorpha satellitia cinnamomea (Cary, 1951)

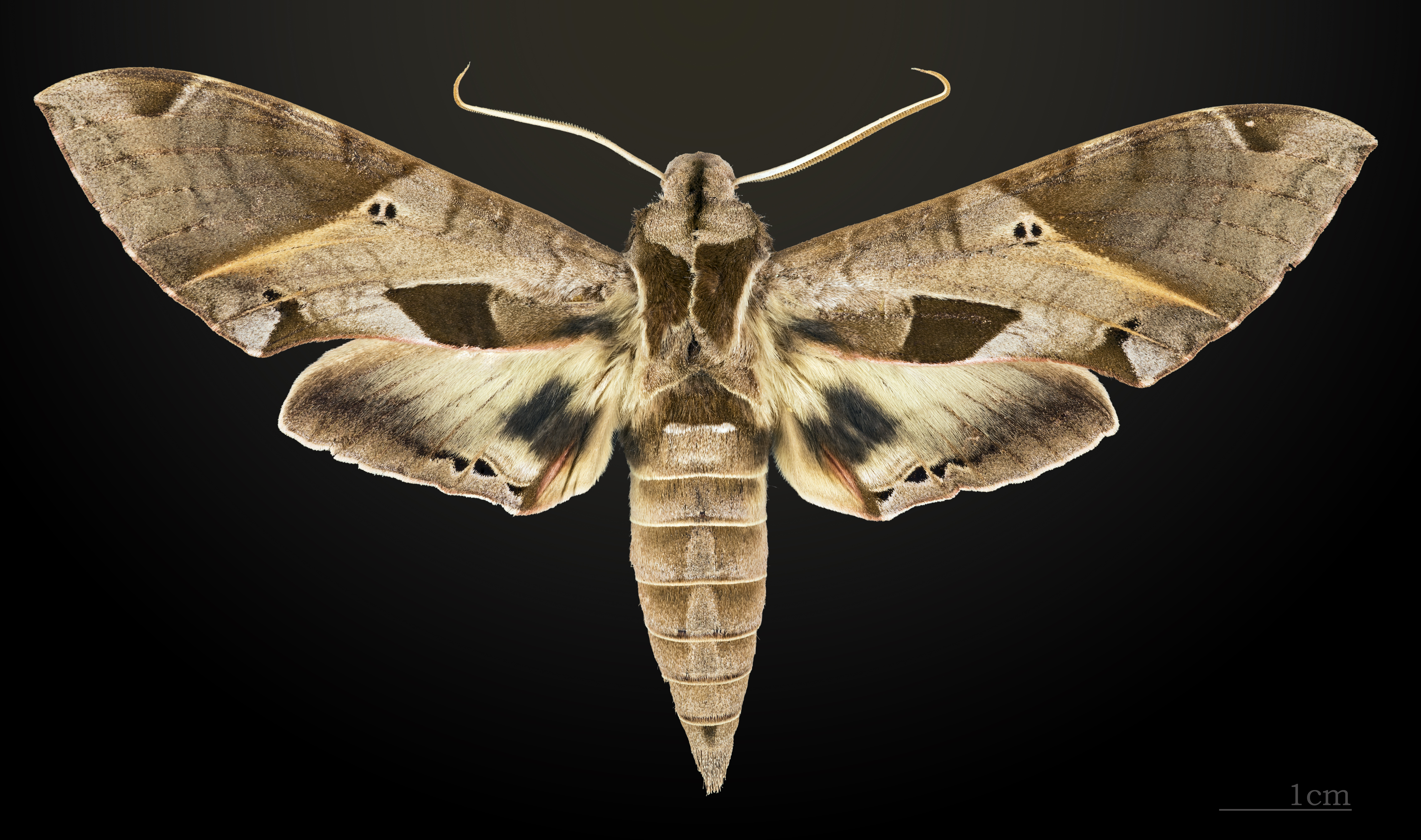
Eumorpha satellitia excessus - face dorsale
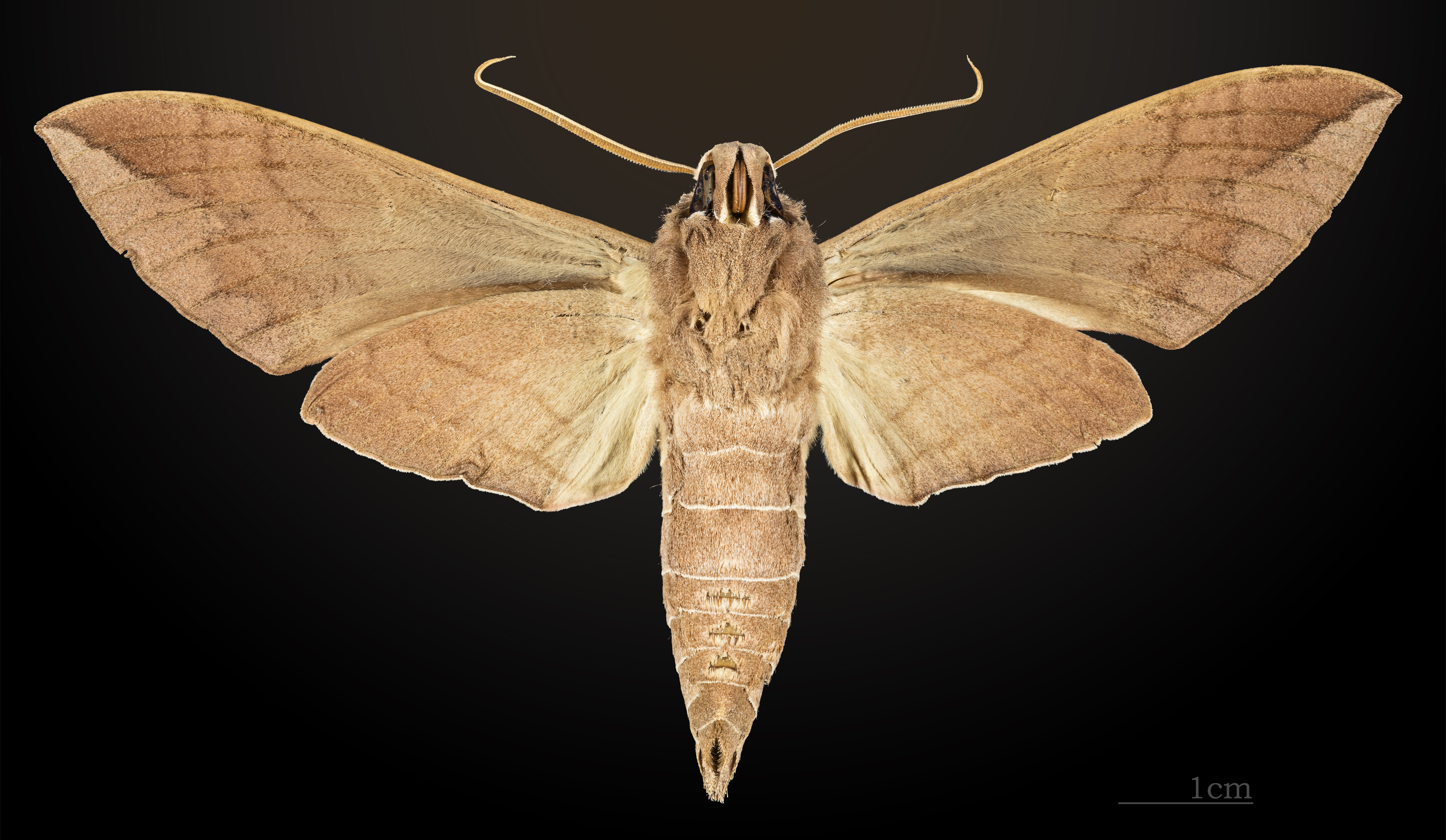
Eumorpha satellitia excessus - revers

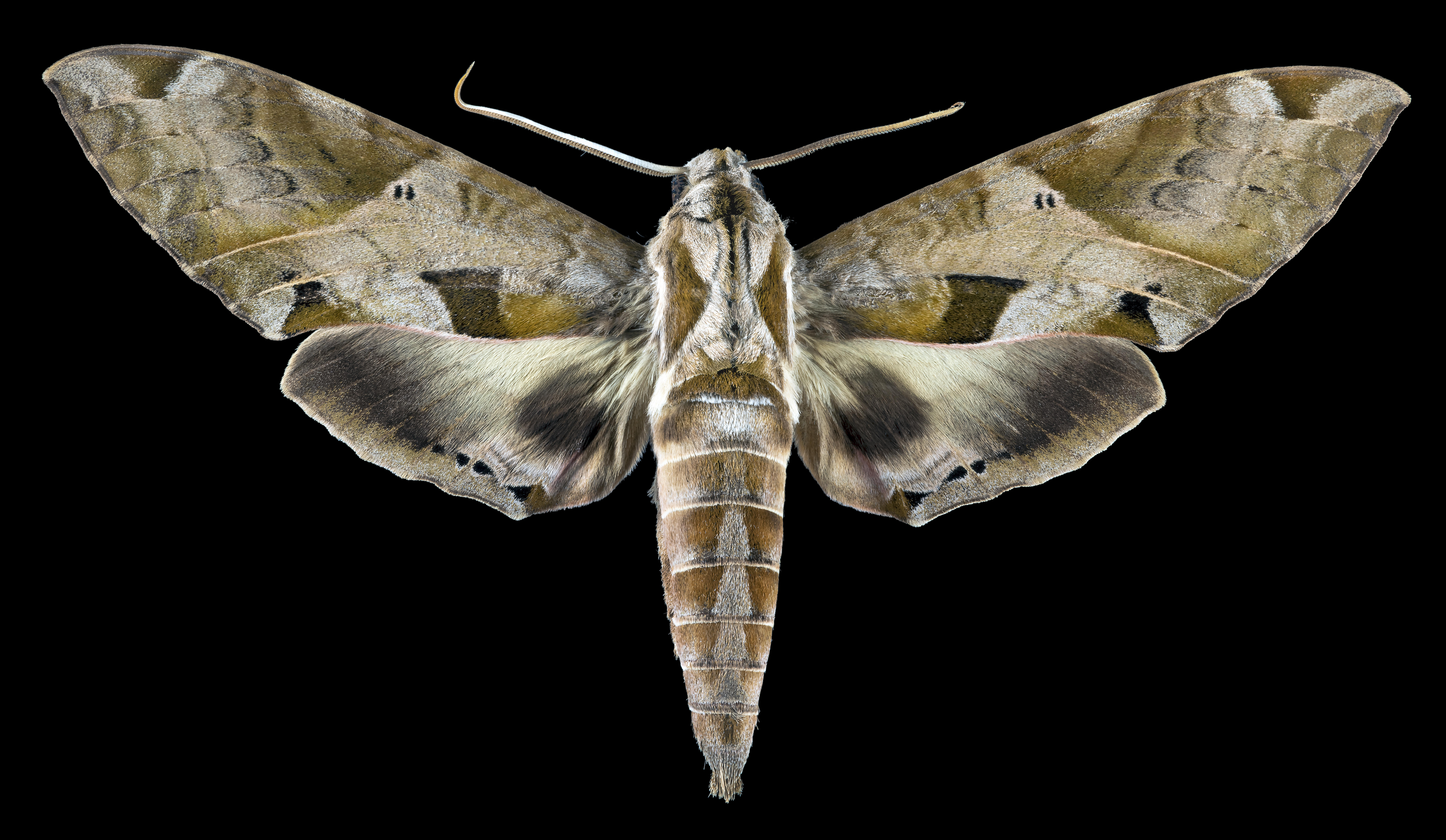
Eumorpha satellitia licaon - male face dorsale
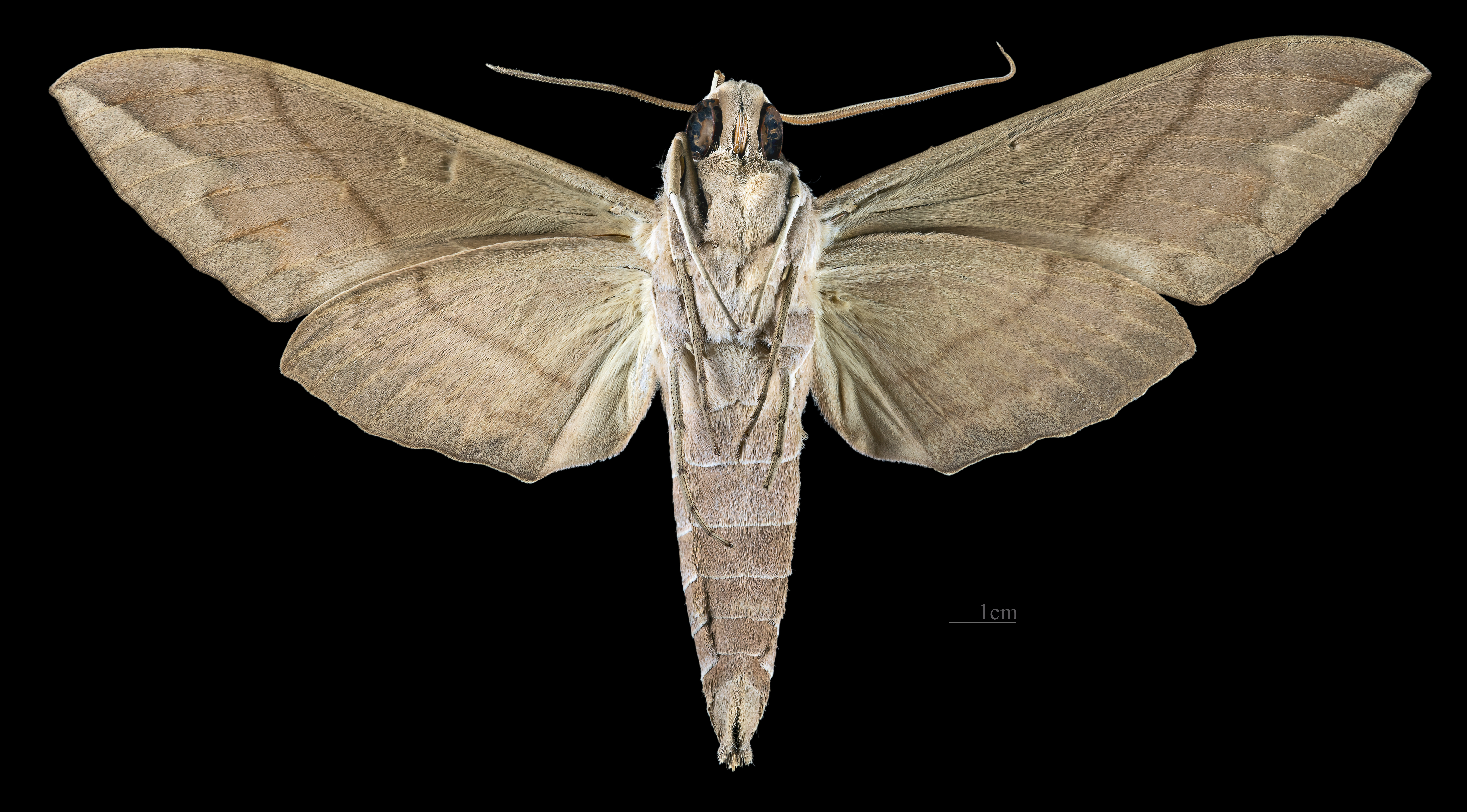
Eumorpha satellitia licaon - Male revers
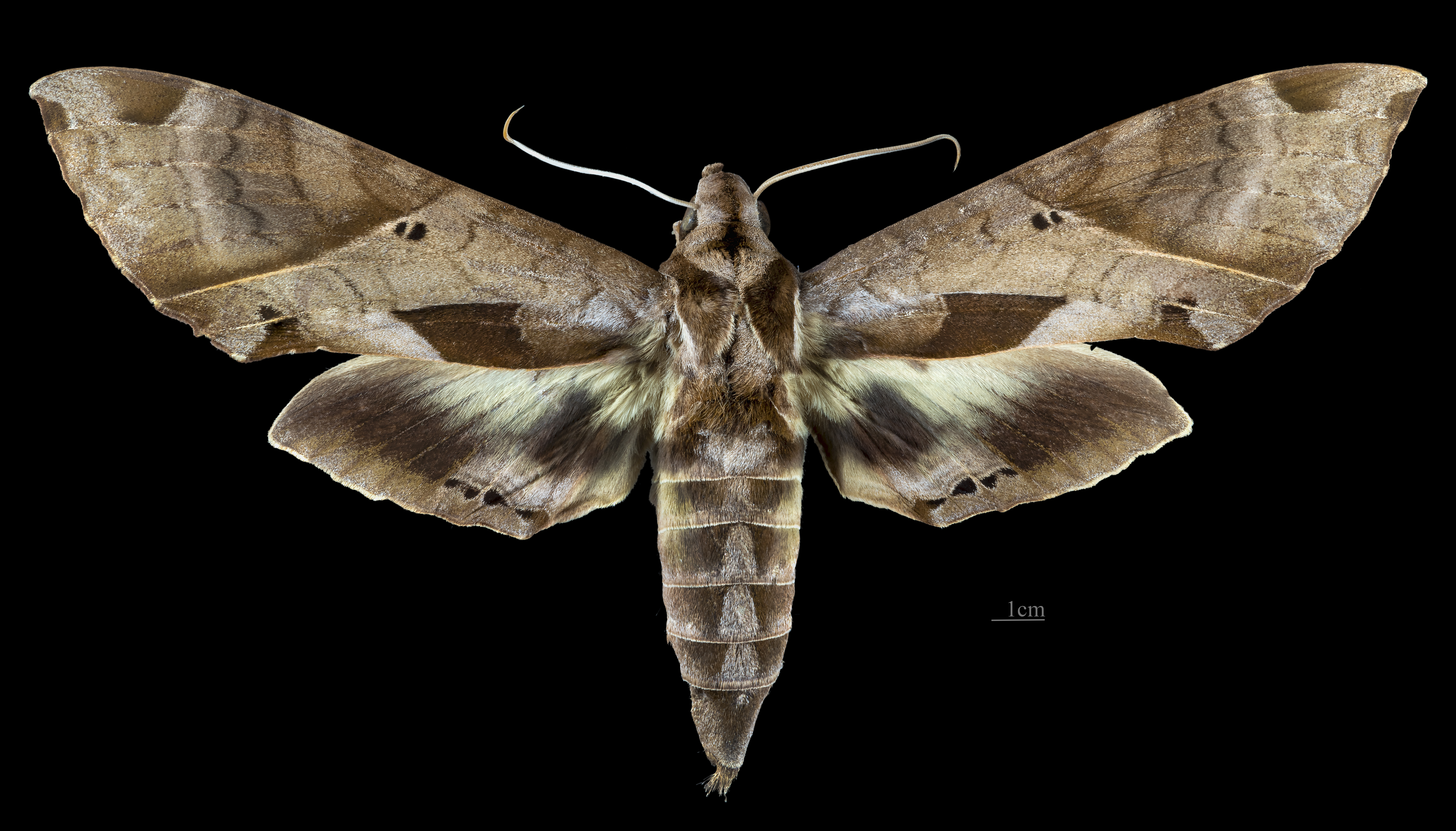
Eumorpha satellitia licaon - female face dorsale
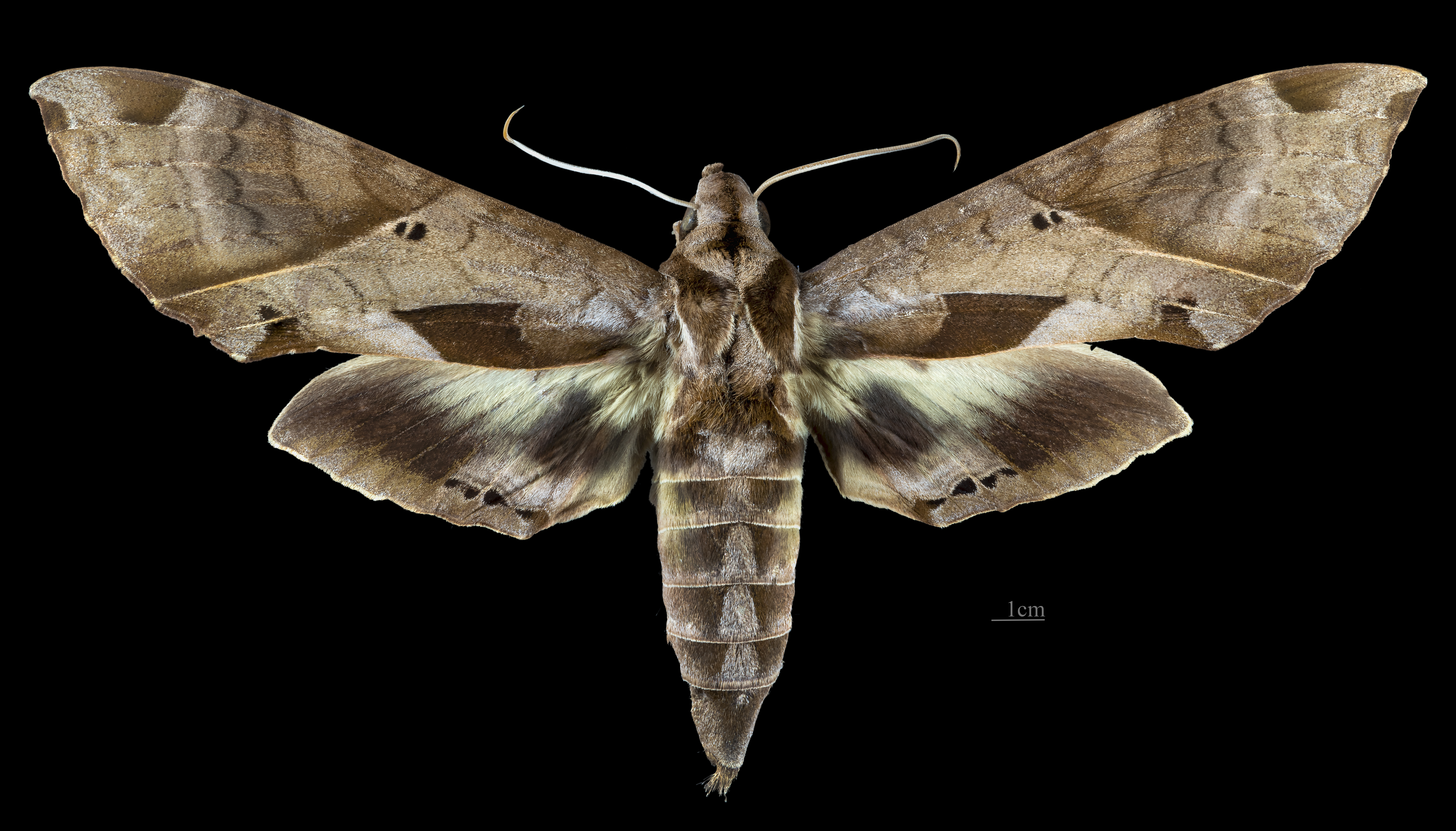
Eumorpha satellitia licaon - revers

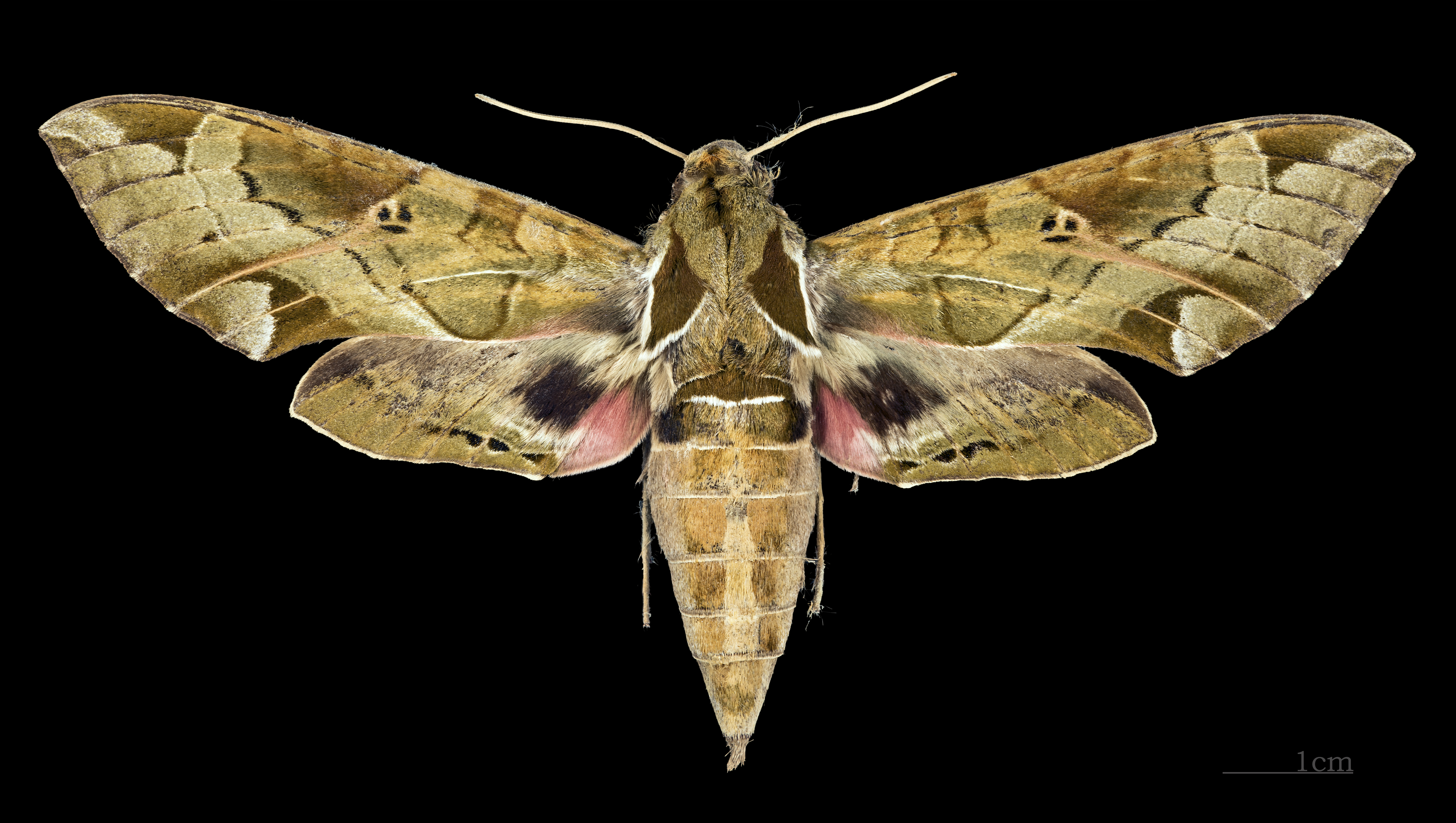
Eumorpha satellitia posticatus Femelle - face dorsale
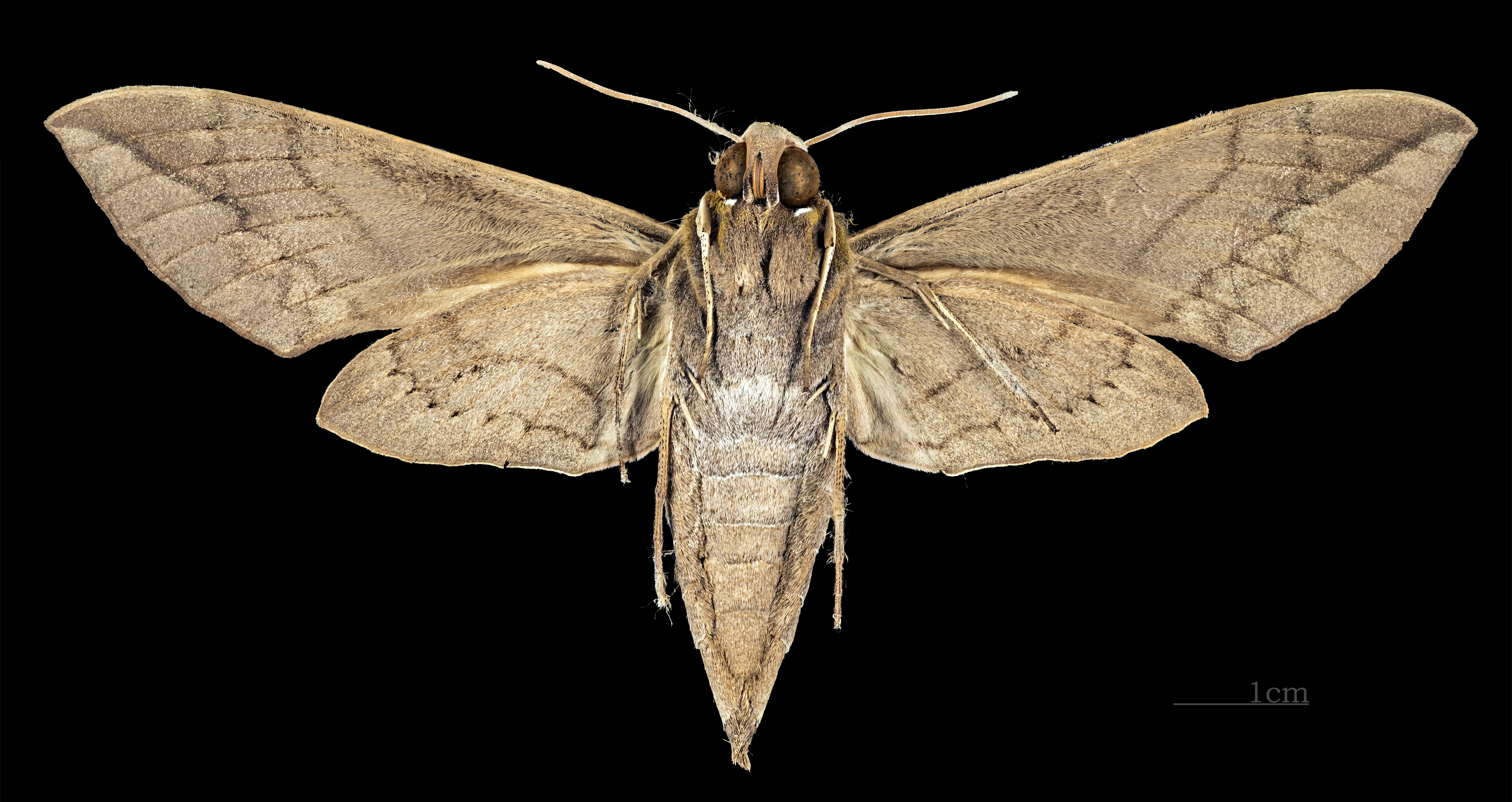
Eumorpha satellitia posticatus Femelle - revers
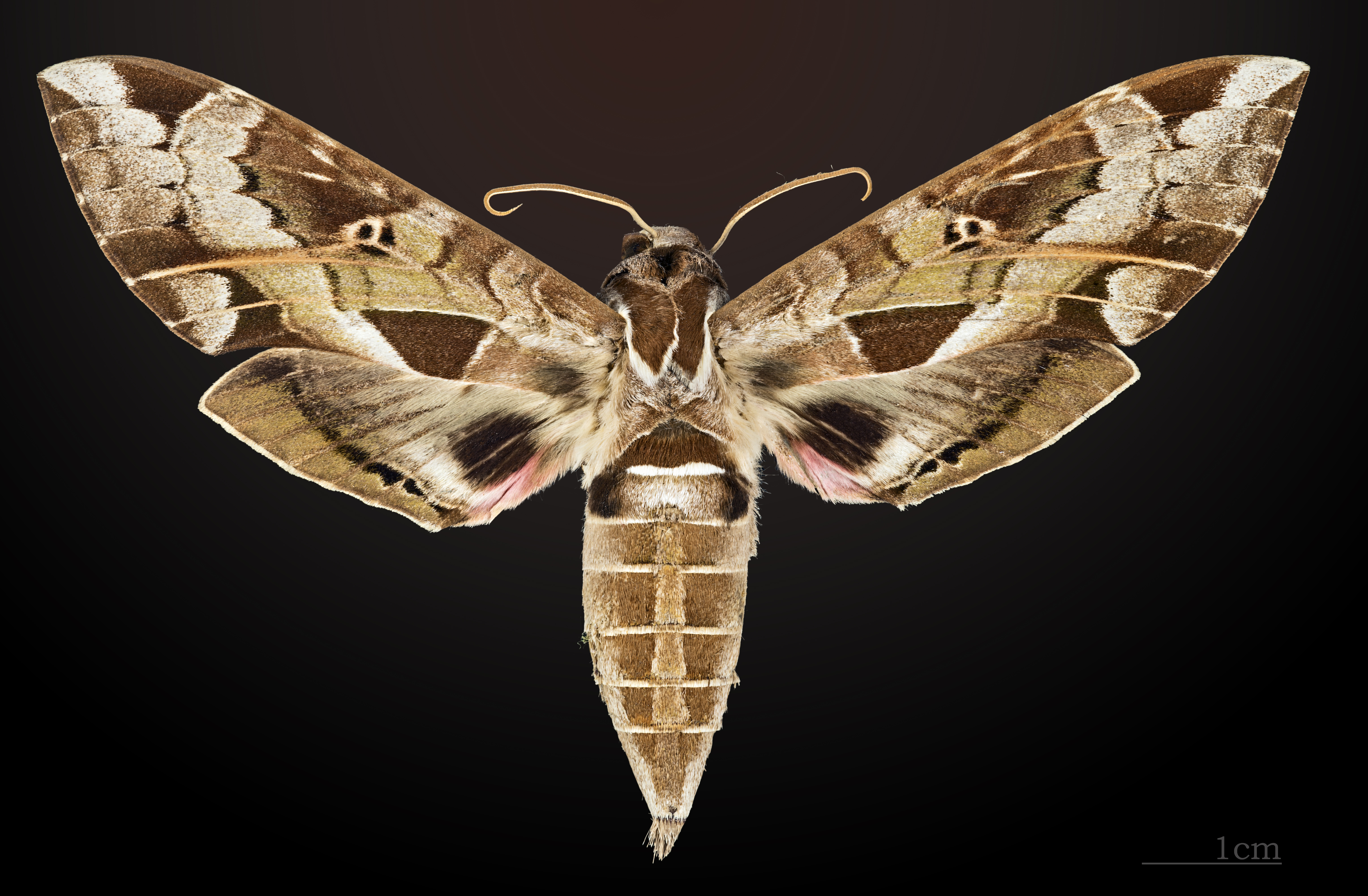
Eumorpha satellitia posticatus mâle - face dorsale
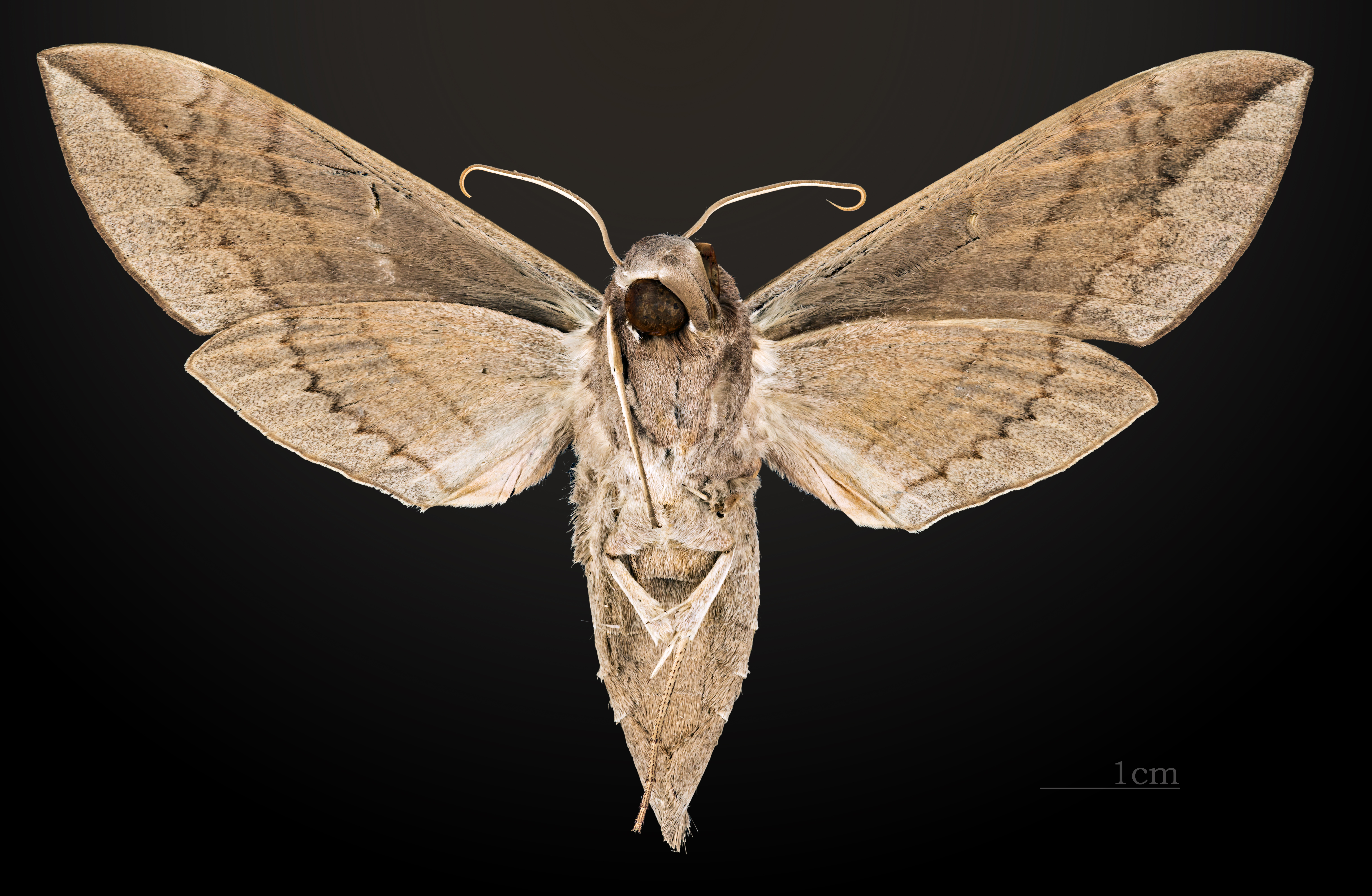
Eumorpha satellitia posticatus mâle - revers